# Úhošťany
Úhošťany (německy Atschau) jsou malá vesnice, část města Kadaň v okrese Chomutov. Nachází se asi 2,5 kilometru jižně jih od Kadaně. Úhošťany jsou také název katastrálního území o rozloze 12,21 km². V katastrálním území Úhošťany leží také Kadaňská Jeseň a zříceniny domů v zaniklém Zvoníčkově.

## Název
Název vesnice je odvozen z historického lokálu Ugoščas (v Uhošťanech) ve významu ves Úhošťanů, tj. lidí, kteří žijí u Úhoště.V historických pramenech se jméno vesnice vyskytuje ve tvarech: Ugoscas (1088), Vgoscaz (1222), Ohoczau (1352), Ohaczan (1369), Choczan (1405), Ohaczano (1364), Ohaczan (1365), Vhosczan (1375), in Ohczano (1391), in Uhosstianech (1401), in Ohoczan (1401), in Ohaczaw (1404), Úhošť (1416), in villa Vhosstianech (1454), wohosstianech (1547), Ahatschau (1579), Ahatscha (1606), Atscha (1631), Ačov a Ač (1654) nebo Atschau (1787 a 1846).

## Historie
První písemná zmínka připomíná Úhošťany k roku 1088, ale nachází se ve falzu ze dvanáctého století, podle nějž kníže Vratislav II. vesnici věnoval vyšehradské kapitule. Darovací listina obsahuje zmínku o hutníkovi. Vesnice vznikla přeměnou staršího osídlení, které bylo při archeologickém výzkumu v roce 2019 doloženo už ve střední až pozdní době hradištní. Zároveň byly během výzkumu nalezeny také stopy po zpracování železa. V polovině čtrnáctého století už stála úhošťanská tvrz, která ale nesloužila jako panské sídlo, protože majiteli vesnice byli v letech 1356–1364 kadaňští měšťané, bratři Mikuláš a Valter. Je možné, že se u tvrze vybíralo clo. Roku 1367 byly Úhošťany uvedeny na seznamu šosovních vesnic v majetku Kadaně a v letech 1369–1377 byl jediným držitelem zmíněný Mikuláš z Kadaně.
Koncem čtrnáctého století vesnici získali Škopkové z Dubé. V letech 1389–1393 byl jako její majitel uváděn Jindřich Škopek z Dubé a po jeho smrti v roce 1395 ji získali synové Aleš a Jindřich. Roku 1401 od nich Úhošťany koupil kadaňský měšťan Haiman Ordof s manželkou Eliškou. Haiman zemřel před rokem 1415 a vdova zdědila polovinu jeho majetku. Podruhé se vdala za Jana Žehrovského z Kolovrat, na kterého roku 1416 převedla celý úhošťanský statek. Eliška přežila i svého druhého manžela. Dědictví po něm rozdělila tak, úhošťanské tvrziště s platem ze vsi ve výši 20 kop grošů prodala Václavu Minclovi z Kadaně a její syn Mikuláš obdržel Úhošť a Dolany. Když Václav Mincl roku 1446 zemřel, koupili od vdovy Doroty úhošťanskou tvrz bratři Rohrenkvarkové z Kadaně. Tvrz byla už pustá a na jejím místě byla okolo roku 1740 postavena obytná budova šosovního dvora, která zde stála až do roku 1973.
Od první poloviny patnáctého století byly Úhošťany rozděleny mezi dva majitele. Část s tvrzí od Rohrenkvarků nejspíše okolo roku 1540 koupila rodina Strejčků a od nich roku 1607 město Kadaň, kterému patřila i druhá část už v době před rokem 1547. Kadaňští měšťané během Šmalkaldské války podporovali protestanty a po jejich porážce v bitvě u Mühlberka král Ferdinand I. město potrestal konfiskací majetku. Tomu se jej časem podařilo vykoupit zpět, ale znovu o něj přišlo po stavovském povstání v letech 1618–1620.

### Sedmnácté až devatenácté století
Třicetiletá válka vesnici postihla velmi těžce. Procházely a ubytovávaly se v ní oddíly vojáků, docházelo k odvodům, rabování, epidemiím a požárům. Z let 1626, 1627 a 1639 existují zprávy, podle kterých si obyvatelé zachraňovali život útěkem do lesů. Podle berní ruly z roku 1654 byla vesnice opět rozdělena mezi dva majitele. Menší část vlastnili Zedlitzerové ze Zedlic, kterým patřil statek Roztyly. V jejich části žili jen čtyři chalupníci, kteří měli šest potahů, pět krav, čtyři jalovice, jedenáct ovcí a tři prasata. Ve větší kadaňské části bydlelo šestnáct sedláků, devět chalupníků a dva lidé bez majetku. Celkem vlastnili padesát potahů a chovali 56 krav, 48 jalovic, 176 ovcí, 47 prasat a kozu. Jeden z chalupníků měl hospodu, ale hlavním zdrojem obživy byl ve vsi chov dobytka a pěstování žita a pšenice.
Během válek o rakouské dědictví vesnici vyplenili Maďaři a Francouzi. K drancování vojsky poté znovu došlo za sedmileté války, kdy ji vyplenili Prusové. Škodám Úhošťany neunikly ani při napoleonských válkách, kdy muselo mnoho mužů narukovat do armády. V srpnu roku 1813 navíc poblíž vsi tábořilo rakousko-prusko-ruské vojsko, jehož příslušníci pobili dobytek, snědli zásoby potravin a spálili veškeré dřevo.
Pod vrchem Úhošť se ve štolách Marie Pomocné a Jana Nepomuckého těžila zelená hlinka (seladonit) používaná k výrobě barviv. První zmínka o ní pochází z roku 1563, kdy však byla považována za rudu mědi. Z roku 1708 se dochovala zpráva o propůjčení dolové míry a později v letech 1747, 1751 a 1769 žádali kadaňští měšťané o její obnovení. Až do roku 1772 však trval spor o tom, zda hlinka obsahuje měď, a jde tedy o nerost vyhrazený panovníkovi nebo o nerost nižší, který mohla dobývat pozemková vrchnost. Po polovině devatenáctého století se hlinka těžila šachtami hlubokými až 70 metrů. Důlní vodu odváděly Úhošťanská štola dlouhá 615 metrů a Jesenská štola s délkou 920 m. Objem těžby se v této době pohyboval mezi 2000 až 3000 q. Vstupy do štol byly uzavřeny až v roce 1955. Získaná hlinka se drtila v bývalém hamru v Kadani, ale většina se vyvážela v surovém stavu jako Kadaňská hlinka nebo Pravá česká hlinka. Vyráběly se z ní zejména venkovní nátěry domů a barvily se jí zelené secesní tapety nebo dřevěné zboží. Naposledy se hlinka těžila v letech 1954–1959. Koncem osmnáctého století se na dolním konci vesnice těžil tzv. kadaňský mramor. Vápenec se zde těžil ještě okolo poloviny devatenáctého století v množství asi 120 m³ ročně.
Po roce 1850 se v okolí rozšířilo pěstování cukrové řepy a ovoce, zejména hrušní a slivoní. Dopravní spojení s okolí zlepšila silnice do Zvoníčkova postavená roku 1892 a do Brodců dokončená o dva roky později.

### Dvacáté století
Při mobilizaci v roce 1938 obsadilo kopce jižně od Úhošťan dělostřelectvo. Místní muži se jí ale často vyhnuli a ukrývali se v lesích. Během druhé světové války však narukovali do armády a uvolněná pracovní místa zaujali zajatci z Polska a později z Francie. V roce 1942 do vesnice přijely děti z bombardovaného Porúří a roku 1944 začali přicházet uprchlíci před postupující východní frontou. Počet obyvatel v roce 1945 nakrátko zvýšili ještě Němci ze středního Slovenska. V samém závěru války ve dnech 6. až 8. května přes Úhošťany projížděli vojáci, kteří ustupovali před Rudou armádou a snažili se dostat k americkým pozicím. Podél silnice do Zvoníčkova odstavovali porouchaná vozidla a odhazovali nepotřebnou munici. Sovětští vojáci vesnici obsadili odpoledne 9. května 1945.
Už v červnu 1945 začalo vysídlování Němců, kteří byli odváženi do sběrných táborů v Kadani, ve Vilémově a později v Prunéřově, odkud odcházeli přes Kryštofovy Hamry do Německa. Do vyprázdněných usedlostí se nastěhovali lidé ze Berounska, Nymburska, volyňští Češi a několik rodin z Rumunska a Slovenska.
V roce 1946 byla založena tělovýchovná jednota s fotbalovým oddílem a sborem dobrovolných hasičů. Ve vsi byly dva obchody se smíšeným zbožím, řeznictví, dvě hospody, holičství, truhlárna a pekárna. Pokusy o založení jednotného zemědělského družstva se opakovaně nedařily, takže zdejší zemědělství do roku 1960 postupně převzal Státní statek Kadaň. Ještě před tím však byl založen Státní statek Kadaňská Jeseň, do něhož byly začleněny i Úhošťany zaměřené na živočišnou výrobu a na výrobu mléka.
V šedesátých letech dvacátého století se začaly projevovat negativní jevy, které vedly k poklesu počtu obyvatel. Kromě uzavření školy k nim patřilo nekvalitní bydlení a změny ve státním statku, který byl roku 1965 začleněn do Státního statku Poláky a od roku 1975 Úhošťany patřily k hospodářství Rokle, závod Radonice, oborový podnik Chomutov. Vesnice v důsledku toho chátrala a ke zlepšení stavu začalo docházet až v devadesátých letech.

## Přírodní poměry
Asi jeden kilometr východně od vesnice se nachází Blzeňský vrch tvořený čedičovými horninami. Míval charakter stolové hory se severním úbočím pokrytým suťovými poli. Zbývající část kopce sloužila do poloviny dvacátého století k pastvě dobytka nebo extenzivnímu zemědělství. Charakteristické byly snosy kamenů, terasovité meze a ovocné dřeviny. Koncem dvacátého století byl na severní straně kopce otevřen lom, který odtěžil severní a střední část kopce. Před otevřením lomu proběhl v letech 1981–1983 zoologický a v letech 1988–1990 botanický průzkum, při němž bylo nalezeno 332 druhů vyšších, často vzácných, druhů rostlin. Patřila k nim třemdava bílá, jejíchž 1800 trsů bylo přemístěno na nedalekou Kolinu, kde část populace přežila. Stav vegetace na vrchu nebyl ve druhém desetiletí 21. století znám.

## Obyvatelstvo
Při sčítání lidu v roce 1921 zde žilo 377 obyvatel (z toho 178 mužů). Všichni byli německé národnosti a členy římskokatolické církve. Podle sčítání lidu z roku 1930 zde žilo 348 obyvatel, kteří byli s výjimkou jednoho cizince německé národnosti a všichni se hlásili k římskokatolické církvi.
|                                                                          | 1869 | 1880 | 1890 | 1900 | 1910 | 1921 | 1930 | 1950 | 1961 | 1970 | 1980 | 1991 | 2001 | 2011 | 2021 |
| ------------------------------------------------------------------------ | ---- | ---- | ---- | ---- | ---- | ---- | ---- | ---- | ---- | ---- | ---- | ---- | ---- | ---- | ---- |
| Obyvatelé                                                                | 312  | 320  | 400  | 381  | 401  | 377  | 348  | 151  | 200  | 129  | 126  | 99   | 84   | 88   | 113  |
| Domy                                                                     | 48   | 46   | 57   | 57   | 53   | 52   | 52   | 53   | 67   | 33   | 33   | 34   | 25   | 35   | 38   |
| Data z roku 1961 zahrnují domy z místních částí Brodce a Kadaňská Jeseň. |      |      |      |      |      |      |      |      |      |      |      |      |      |      |      |

## Obecní správa a politika
Od roku 1850 byly Úhošťany obcí v okrese Kadaň. Samostatnou obcí bývala od roku 1850 také Úhošť, ale od roku 1869 do svého zániku patřila jako osada k Úhošťanům. V roce 1953 (snad už v roce 1950) byl jako osada připojen Zvoníčkov a od roku 1960 tak Brodce a Kadaňská Jeseň. Ve stejném roce zanikl okres Kadaň a Úhošťany se staly součástí okresu Chomutov. Od 1. ledna 1989 jsou Úhošťany částí Kadaně.
V parlamentních volbách roku 1946 v Úhošťanech s 52 hlasy zvítězila Komunistická strana Československa a Československá strana lidová získala 22 hlasů.

## Školství
Škola byla v Úhošťanech snad už v patnáctém století. Na konci šestnáctého je doložena existence protestantské školy. Vyučování zde probíhalo i za třicetileté války. Po druhé světové válce fungovala škola s prvním až čtvrtým ročníkem v domě čp. 46. Uzavřena byla k 1. září 1964 a děti od té doby dojíždějí do škol v Kadani. Předškolní děti však mohly navštěvovat mateřskou školu v Kadaňské Jeseni.

## Pamětihodnosti
Severozápadně od vesnice se nachází vrch a národní přírodní rezervace Úhošť. Na vrcholové plošině osídlené od neolitu do poloviny dvacátého století je některými badateli předpokládáno pravěké a raně středověké hradiště Úhošť, ale archeologické nálezy jeho existenci nepotvrdily. Dochovaly se zde zříceniny domů zaniklé vesnice Úhošť.
V horní části návsi stojí kostel svatého Havla postavený na počátku čtrnáctého století. Pod kostelem je sousoší Panny Marie Immaculaty se svatým Floriánem a svatým Šebestiánem z roku 1717. U domu čp. 63 jsou boží muka. V zahradě domu čp. 55 stojí socha Svatého Antonína z roku 1854.

## Galerie

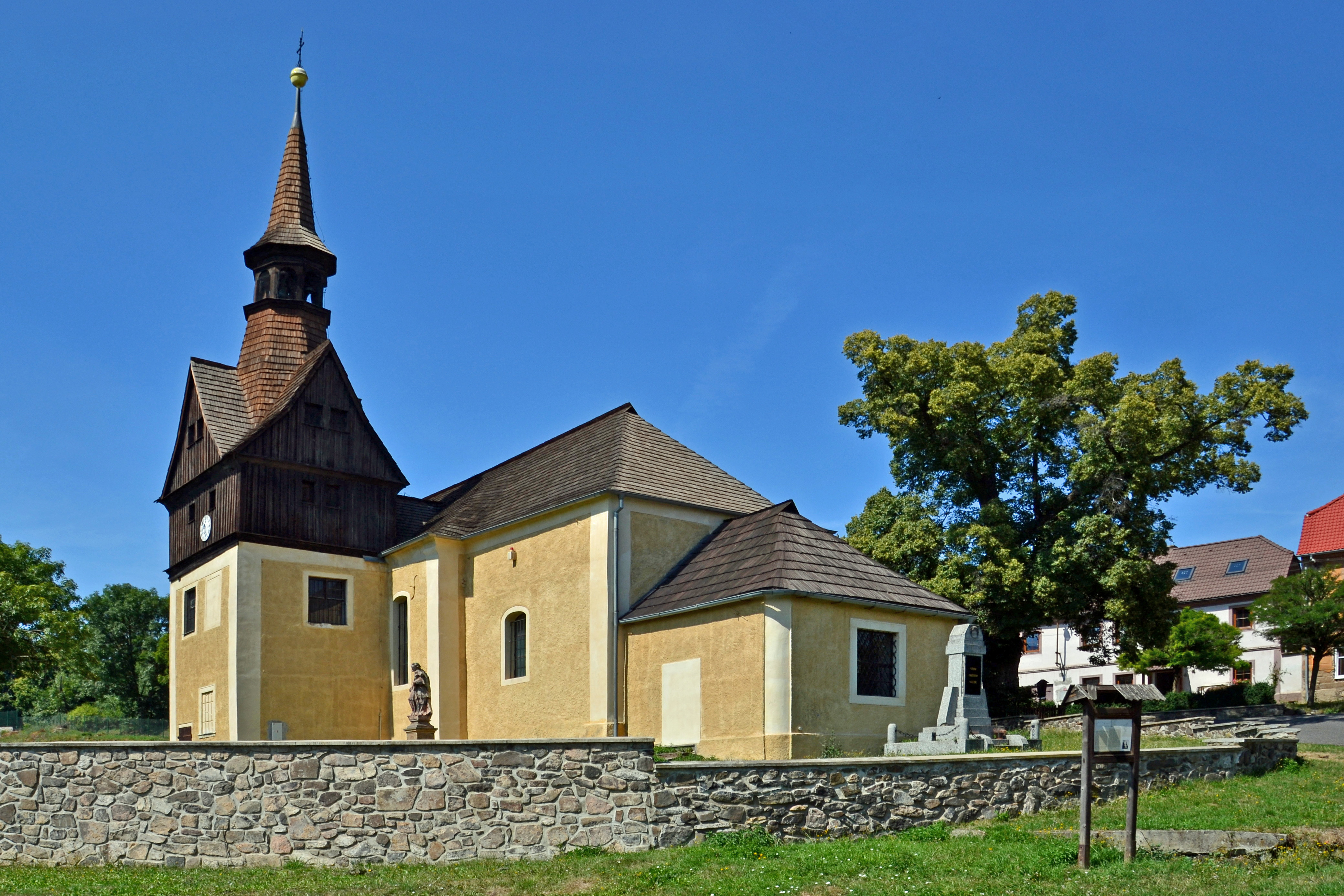
Kostel svatého Havla
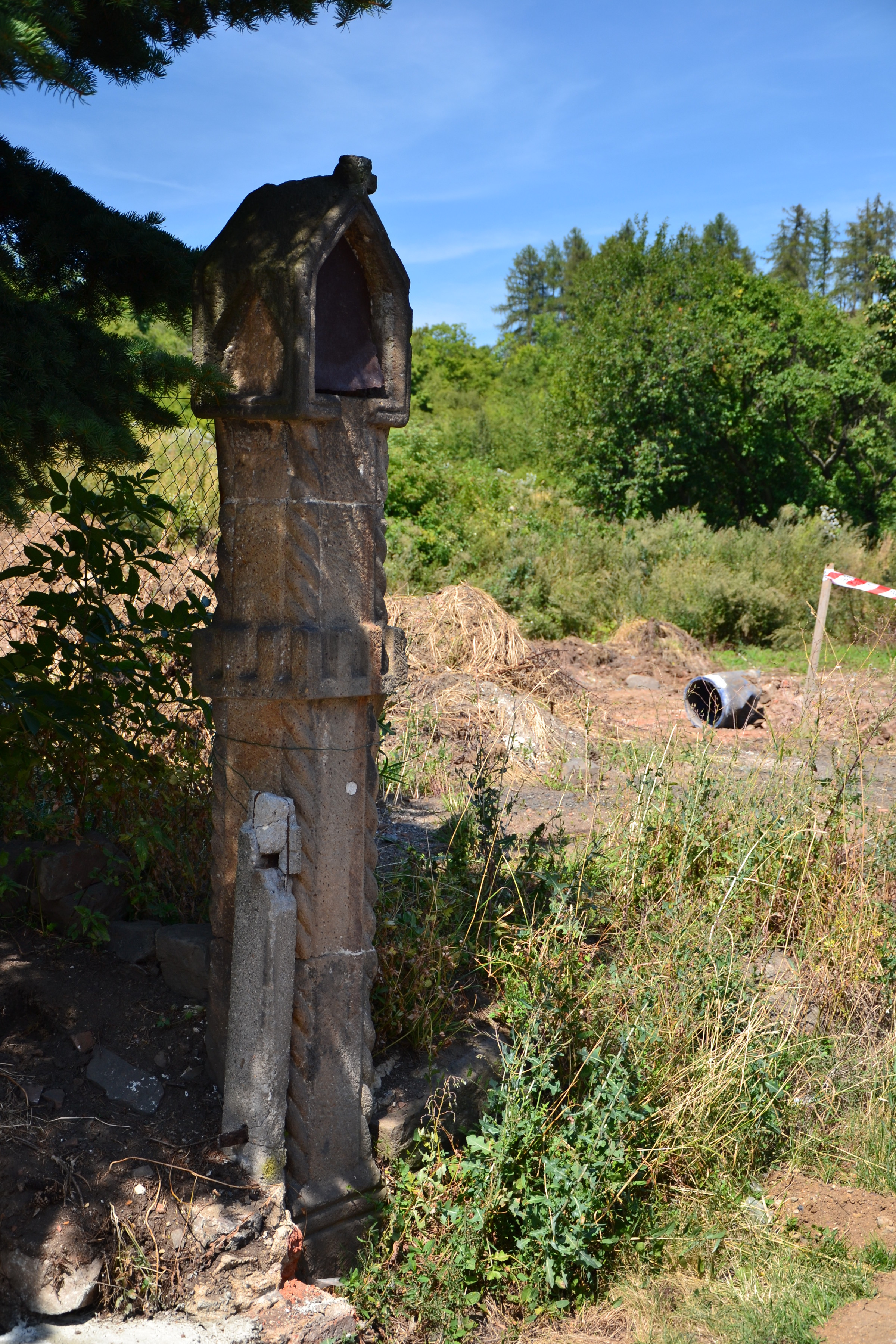
Boží muka
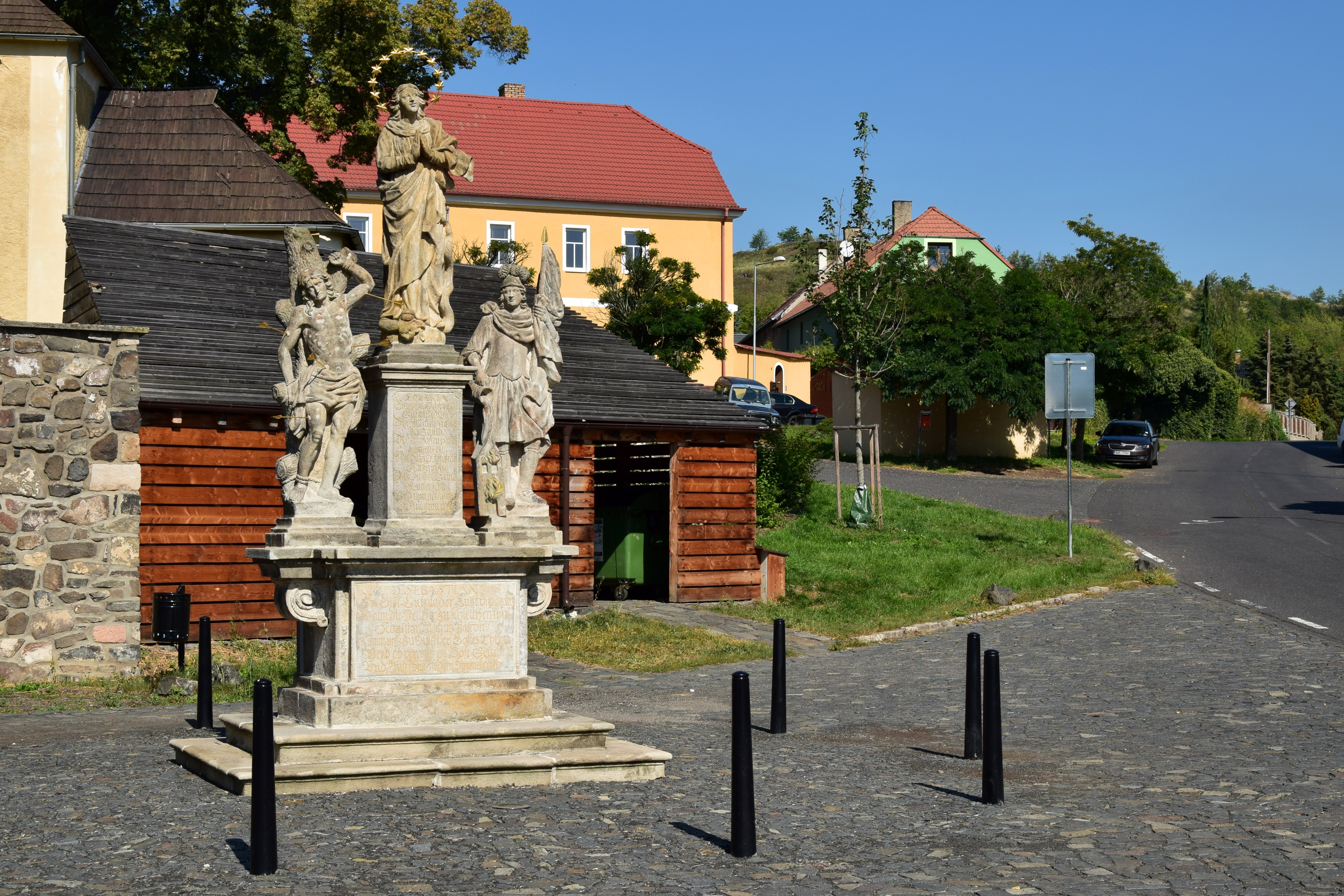
Sousoší Panny Marie Immaculaty
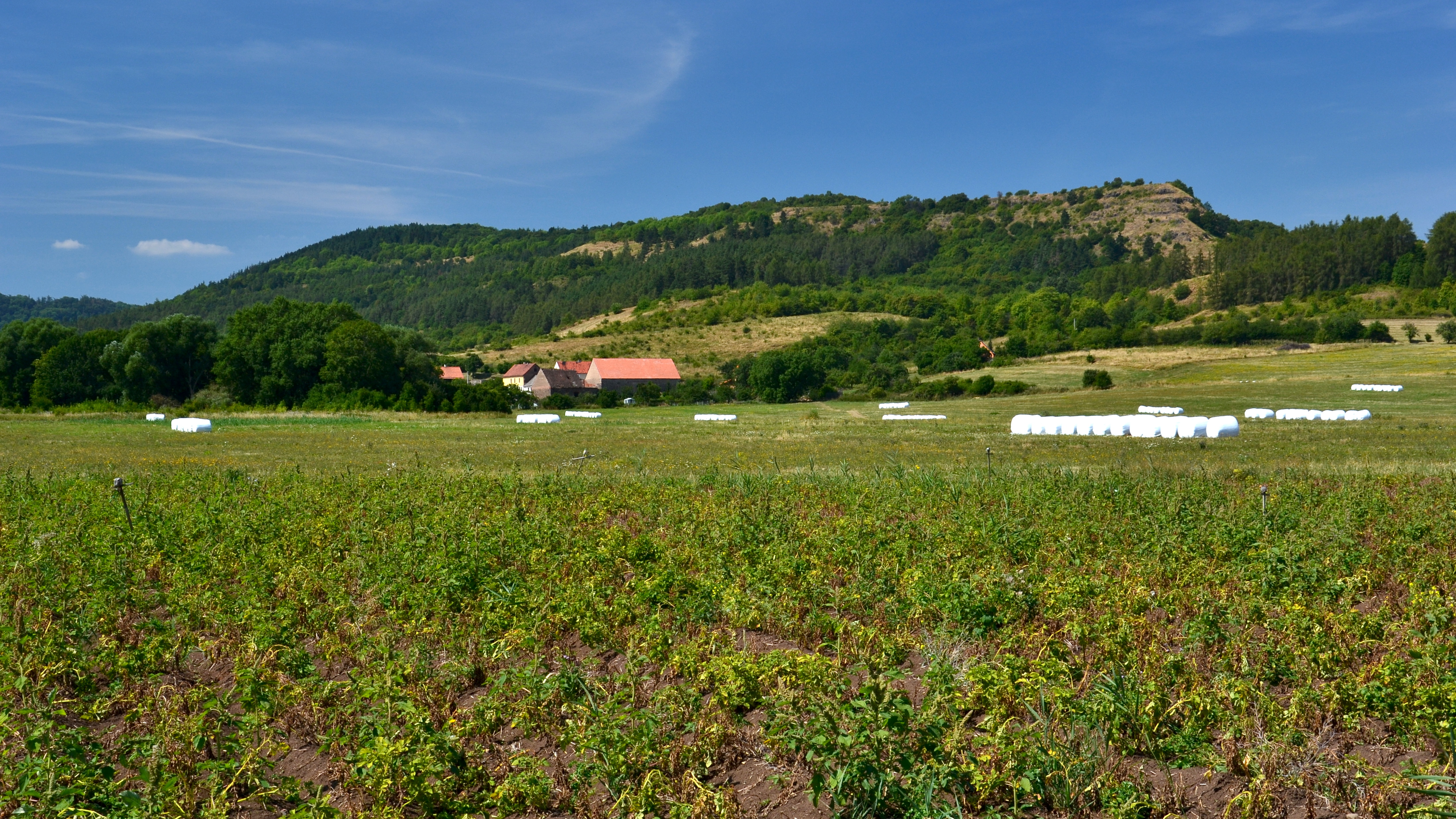
Vrch Úhošť